# 로세티가

로세티가의 문장

로세티가(Rosetti 또는 Ruset, Rosset, Rossetti)는 동로마 그리스인과 이탈리아인(제노바인) 태생의 몰다비아 보야르 가문이었다. 이 가문에는 로즈노바누, 솔레스쿠, 벌러네스쿠, 러두카누, 치오르테스쿠, 테스카누, 비비카와 같이 영지의 이름을 딴 분가들이 있다. 왈라키아의 로세티 가문은 원래 몰다비아에 정착했던 로세티 가문의 또 다른 분가이다.

## 같이 보기
- 로즈노바누 궁전